# Système Buchholz
Pour les articles homonymes, voir Buchholz.

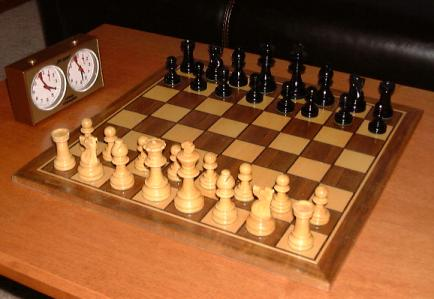
La mise en place initiale du plateau de jeu des échecs

Le système Buchholz, développé par Bruno Buchholz en 1932, est un système de classement utilisé aux échecs dans le but de classer les joueurs de tournois organisés selon le système suisse.
On additionne les résultats des opposants au joueur, ce qui favorise ceux qui ont la plus forte opposition, puis on multiplie la marque du joueur par cette somme des points des adversaires. Le score Buchholz obtenu permet de classer les joueurs.
Lorsque le système Buchholz est utilisé pour départager des ex æquo, on n'effectue pas la multiplication et il se confond avec le système de départage Solkoff (ou Solkov).

## Un exemple
Lors du Championnat de France d'échecs 1971, les joueurs furent classés suivant le système Buchholz et non suivant le nombre de points. Ainsi César Boutteville, qui avait marqué 6 points sur 11 avec un score Buchholz de 414 points, fut classé devant Guy Mazzoni qui avait marqué 6,5 points sur 11 avec un score Buchholz de 409,5 points.